# Five Mile River (Quinebaug River)
Der Fivemile River ist ein Fluss im Nordosten von Connecticut. Er entspringt in unmittelbarer Nähe zur Grenze von Massachusetts. Der Name der Nipmuck war Assawaga, was so viel bedeutet wie „Platz dazwischen“ oder „Platz auf halbem Wege“. Der englische Name wurde in der Annahme vergeben, dass das erste Areal, das zur Besiedlung freigegeben wurde, „Fünf Meilen von“ Woodstock (Connecticut) entfernt sei.

## Geographie
Der Five Mile River entspringt im Norden des Little Pond, in derselben Senke wie der Lake Chaubunagungamaug in Massachusetts und bildet nach einem kurzen Verlauf nach Osten den Long Pond, von wo er sich nach Süden wendet und hart an der Grenze zu Rhode Island in oft geschwungenem Lauf wieder in südsüdwestlicher Richtung verläuft. Er wird zum Quaddick Reservoir aufgestaut, wo er von Quaddick State Park und Quaddick State Forest geschützt wird.
Südlich davon hat er ganze Schwärme von kleinen Zuflüssen und wird in Ballouville (Killingly) mehrfach angestaut. Von dort fließt er in kurvenreichem Lauf weiter in westlicher Richtung, unterquert nach wenigen Kilometern den American Ex-Prisoner of War Memorial Highway (US 395; 53) und passiert Dayville Pond und Dayville Historic District. Südlich davon mündet noch einmal der Whetstone Brook als bedeutender Zubringer mit einer ganzen Anzahl von Zuflüssen und Teichen ein und im Norden von Danielson passiert er rechter Hand den Westfield Cemetery und den Holy Cross Cemetery, sowie linker Hand den Hutchins Street Cemetery und bildet den Fivemile Pond, bevor er die US Route 6 an der Kreuzung mit der Connecticut Route 12 unterquert und in den Quinebaug River mündet. In Danielson liegt das Between the Rivers Neck zwischen Five Mile River und Quinebaug River an einer Stelle, wo die beiden Flüsse sehr nahe zusammenkommen und beide in südlicher Richtung verlaufen. Der Five Mile River gehört zum Flusssystem des Thames River. Der Fluss ist 23,5 mi (37,8 km) lang.

### Stauseen
An zahlreichen Stellen ist der Fluss aufgestaut. Viele dieser Stauseen dienten früher dem Antrieb von Mühlen. Das größte Staubecken ist das Quaddick Reservoir. Historische Mühlensiedlungen finden sich noch in Killingly in den Dörfern Pineville, Ballouville, Attawaugan und Dayville.
Die bedeutendsten Seen
Little Pond (42°00'52.0"N 71°50'27.2"W), Long Pond, Mavis Pond I, Kingsbury Pond, Stump Pond, Quaddick Reservoir, Lower Pond, Ballouville Pond, Dayville Pond, Fivemile Pond.